# L'Âme corsaire
Pour plus de détails, voir Fiche technique et Distribution.
L'Âme corsaire (Alma Corsária) est un film dramatique brésilien réalisé par Carlos Reichenbach et sorti en 1993.
Carlos Reichenbach a remporté 4 prix Candango pour L'Âme corsaire au Festival du film brésilien de Brasilia : meilleur réalisateur, meilleur scénario, meilleur film. Le film a également remporté le Premio Del Trentennale du meilleur film à la Mostra internazionale del Nuovo Cinema di Pesaro, en Italie. En novembre 2015, le film est inclus dans la liste établie par l'Association brésilienne des critiques de cinéma (Abraccine) des 100 meilleurs films brésiliens de tous les temps.

## Synopsis
Rivaldo Torres  et Teodoro Xavier, poètes et amis d'enfance. Ils lancent la publication de leur livre Sentiment occidental lors d'une fête dans le café Pastelaria Espiritual du centre de São Paulo et invitent des gens de toutes origines et conditions à l'événement, y compris un homme suicidaire que Torres avait sauvé in extremis à Viaduto do Chá, des proxénètes, des prostituées et des chômeurs, en plus de l'éditeur et de la famille des auteurs. Au cours de la fête, le film fait un retour en arrière à la fin des années 1950, montrant le génèse de l'amitié des protagonistes.

## Fiche technique
- Titre original brésilien : Alma Corsária[3]
- Titre français : L'Âme corsaire[4],[5]
- Réalisation : Carlos Reichenbach
- Scénario : Carlos Reichenbach
- Photographie : Carlos Reichenbach
- Montage : Cristina Amaral (pt)
- Musique : Carlos Reichenbach
- Décors : Henrique Lanfranchi, Renato Theobaldo
- Costumes : Andréia Ramalho
- Production : Carlos Reichenbach, Sara Silveira, Maria Ionescu, Donald Ranvaud, José-Eduardo Mendes-Camargo
- Société de production : Dezenove Som e Imagem, Moviecenter Cinematográfica, Seren Productions
- Pays de production :  Brésil,  Portugal
- Langue originale : portugais
- Format : Couleurs et Noir et blanc - Son stéréo - 35 mm
- Genre : Drame
- Durée : 112 minutes
- Date de sortie : 
  - Brésil : 1993 (Festival du film brésilien de Brasilia)
  - France : 10 juillet 1996

## Distribution
- Bertrand Duarte : Rivaldo Torres
- Jandir Ferrari (pt) : Teodoro Xavier
- Andréa Richa (pt) : Anésia
- Flor Fernandez (pt) : Verinha
- Mariana de Moraes (pt) : Eliana
- Jorge Fernando (pt) : Magalhães
- Emílio Di Biasi (pt) : père d'Anésia / oncle d'Artur
- Abrahão Farc (pt) : l'homme suicidaire
- Roberto Miranda (pt) : le prophète
- Paulo Marrafão : Oscar
- David Ypond : China
- Carolina Ferraz : Angel
- Chris Couto (pt) : Janete
- Amazyles de Almeida : Olga
- André Messias : Jeune Torres
- Denis Peres : Xavier jeune
- Walter Forster (pt) : Père de Xavier
- Bruno de André : l'éditeur